# Носаппу (мыс)
Носа́ппу (яп. 納沙布岬 Носаппу-мисаки), также встречается вариант Носяппу  — мыс на полуострове Немуро острова Хоккайдо, Япония. Административно относится к округу Немуро губернаторства Хоккайдо. Является крайней восточной точкой управляемой Японией территории.

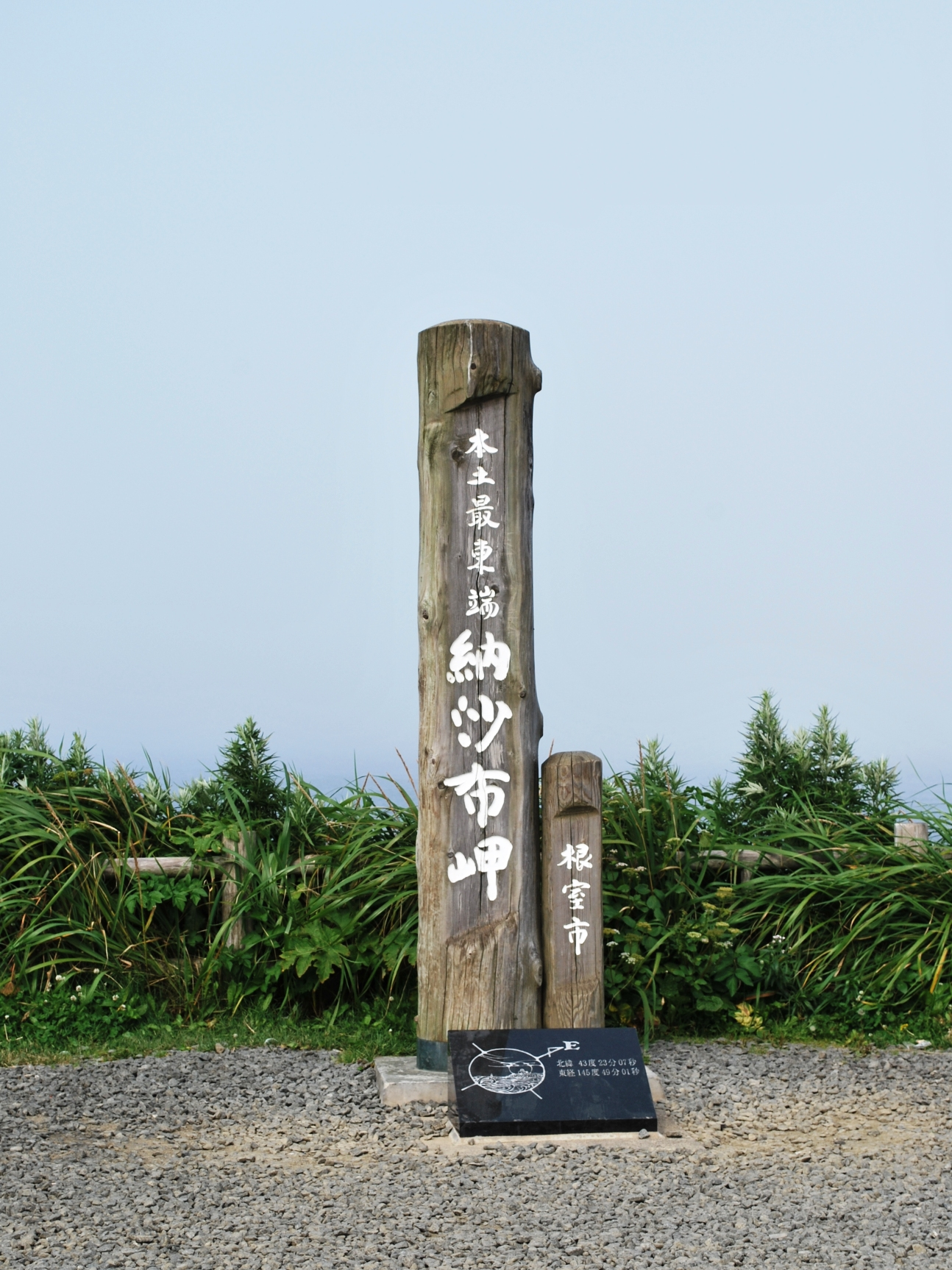
Памятный знак, что здесь крайний восток Японии

Мыс отделён Советским проливом (Гоёмай-суйдо) от российских островов Сигнальный, Рифовый и Сторожевой Малой Курильской гряды. За этими островами расположен более крупный остров Танфильева.
По мнению Международной гидрографической организации (International Hydrographic Organization), от мыса Носаппу и до мыса Лопатка по Курильским островам проходит восточная граница Охотского моря.

## Достопримечательности
На мысе Носяппу, самой северо-восточной точке Хоккайдо, есть памятник японцам, погибшим в сражении с айнами в 1785 году.

## Топографические карты
- Лист карты K-55-II Головнино. Масштаб: 1 : 200 000. Состояние местности на 1974-81 год. Издание 1984 г.